# Qatar-1
Qatar-1 är en ensam stjärna i den mellersta delen av stjärnbilden Draken som också har variabelbeteckningen V592 Draconis. Den har en skenbar magnitud av ca 12,84 och kräver ett teleskop för att kunna observeras. Baserat på parallaxmätning inom Hipparcosuppdraget på ca 5,4 mas, beräknas den befinna sig på ett avstånd på ca 609 ljusår (ca 187 parsek) från solen. Den rör sig närmare solen med en heliocentrisk radialhastighet på ca -38 km/s.

## Egenskaper
Qatar-1 är en orange till gul stjärna i huvudserien av spektralklass K3 V och har en betydande stjärnfläcksaktivitet. Den har en massa som är ca 0,85 solmassa, en radie som är ca 0,82 solradie och har en effektiv temperatur av ca 4 900 K.

## Planetsystem
Exoplaneten av typ het Jupiter, Qatar-1b, upptäcktes 2010 vid Qatar-1. Planetbanan ligger sannolikt i linje med stjärnans rotationsaxel, med en feljustering baserad på Rossiter-McLaughlin-effekten lika med −8,4 ± 7,1 grader. Planeten har en stor uppmätt temperaturskillnad mellan dagsidan (1 696 ± 39 K) och nattsidan (1 098 ± 158 K). En spektroskopisk studie 2017 tyder på att Qatar-1b har relativt klar himmel med några moln.
Ytterligare planeter eller en brun dvärg i konstellationen misstänktes 2013, men dementerades 2015. Variationen i transittid 2020 har också resulterat i att ytterligare planeter inte upptäckts i systemet.
| Planet | Massa         | Halv storaxel (AE) | Siderisk omloppstid (d) | Excentricitet | Inklination   | Radie          |
| ------ | ------------- | ------------------ | ----------------------- | ------------- | ------------- | -------------- |
| b      | 1,33 ±0,05 MJ | 0,02343 ± 0,0012   | 1,4200236 ± 0,0000001   | 0020 ± 0,01   | 84,23 ± 0,06° | 1,19 ± 0,09 RJ |